# ريتشارد هيكمان
ريتشارد هيكمان هو سياسي أمريكي، ولد في 5 نوفمبر 1757 في مقاطعة كلبيبر في الولايات المتحدة، وتوفي في 3 يوليو 1832. انتخب نائب حاكم كنتاكي ‏.